# ANC Youth League
African National Congress Youth League (ANCYL) – południowoafrykańska lewicowa organizacja młodzieżowa, działa jako młodzieżówka Afrykańskiego Kongresu Narodowego. Ugrupowanie zostało założone w 1944, program ugrupowania powstał w 1948.

## Historia
W 1959 roku w ugrupowaniu nastąpił rozłam, część działaczy przeszła do nowej organizacji Kongres Panafrykański. W 1960 zarówno działalność ANC i PAC została zakazana a represje wobec ich działaczy nasiliły się. Liga Młodzieżowa kontynuowała działalność w podziemiu. W 1990 roku de Klerk zalegalizował ANC i związane z nim organizacje, w tym ANCYL, nowym przywódcą młodzieżówki został Peter Mokaba. W 2005 nowym liderem został Fikile Mbalula, zastąpiony w 2008 przez Juliusa Malemę. W listopadzie 2011 roku, Julius Malema oskarżony został o prowokowanie podziałów w ugrupowanie w rezultacie został zawieszony na stanowisku przewodniczącego na okres pięciu lat. Kolejne procesy odwoławcze doprowadziły do wykluczenia go z ugrupowania. W dniu 24 kwietnia 2012 proces apelacyjny oficjalnie potwierdził wykluczenie Malemy z organizacji.

## Struktury
Według statutu ugrupowanie kierowane jest przez Krajowy Komitet Wykonawczy (NEC) i Krajowy Komitet Roboczy (NWC).